# اچ‌ان‌ال‌ام‌اس ترومپ (اف۸۰۳)
اچ‌ان‌ال‌ام‌اس ترومپ (اف۸۰۳) (به انگلیسی: HNLMS Tromp (F803)) یک کشتی است که طول آن 144.24 m می‌باشد. این کشتی در سال ۲۰۰۱ ساخته شد.